# Pidlisne, Kozeleț
Pidlisne (în ucraineană Підлісне) este o comună în raionul Kozeleț, regiunea Cernihiv, Ucraina, formată numai din satul de reședință.

## Demografie
Componența lingvistică a comunei Pidlisne
     Ucraineană (99,8%)
     Alte limbi (0,2%)
Conform recensământului din 2001, majoritatea populației comunei Pidlisne era vorbitoare de ucraineană (99,8%), existând în minoritate și vorbitori de alte limbi.